# Leung Ting
Pour les articles homonymes, voir Ting.
Leung Ting (chinois : 梁挺 ; pinyin : liáng tǐng ; cantonais Yale : lèuhng tíng), né le 28 février 1947 à Hong Kong, est un maître de wing chun (un art martial chinois). Il est le fondateur et président de la International WingTsun Association. Il serait le dernier élève du maître Yip Man, ce que lui contestent d'autres anciens élèves,.

## Biographie
Selon Leung, il aurait débuté l'apprentissage du wing chun à l'âge de 13 ans. Il enseigna le wing chun comme instructeur amateur à partir de 1967. En 1967, Leung deviendrait (selon ses dires) un élève privé de Yip Man (1893-1972). Il ouvre un cours d'arts martiaux au Baptist College de Hong Kong en 1968. En septembre 1969, Leung organise une exhibition publique de Wing Chun au Baptist College, à laquelle assiste Yip Man.
À partir de 1970, il commence à enseigner de manière publique et professionnelle, au Leung Ting Gymnasium.
En 1973, il obtient un diplôme de littérature chinoise et anglaise. En 1979, il obtient un doctorat aux USA. En 1997, il est « professeur invité » à l'Académie nationale des sports de Bulgarie.
Leung a choisi de transcrire le cantonais 咏春 (wing chun) par « wing tsun », pour différencier en Occident son enseignement de celui des autres écoles de wing chun.

## Cinéma
En plus de sa carrière d'enseignant d'arts martiaux, et de ses écrits sur le Wing Tsun, Leung a été directeur artistique pour les combats de plusieurs films hongkongais, et a enseigné le wing tsun à plusieurs acteurs de films d'actions. Il fut notamment directeur et scénariste de Mad, Mad, Mad Kung Fu World! (大踢爆, 2000), un documentaire humoristique sur l'histoire des arts martiaux chinois. Leung apparaît dans l'épisode 1 de la série documentaire Mind, Body & Kick Ass Moves (2004) sur la BBC.

## Ouvrages
- Leung Ting, Roots and Branches of Wing Tsun
- Yip Chun et Leung Ting, 116 Wing Tsun Dummy Techniques as demonstrated by grand master Yip Man, 1988  (ISBN 9627284033)
- Leung Ting, Wing Tsun Kuen, Hong Kong: Leung's Publications 1978  (ISBN 962-7284-01-7)
- Leung Ting, Seven-star praying mantis kung fu, 1980
- Leung Ting, Five-pattern hung kuen, Hong Kong: International Wing Tsun Leung Martial-Art Assoc., 1980.
- Leung Ting, Dynamic Wing Tsun Kungfu, 2e éd., Hong Kong: Leung's Publications, 1986.
- Leung Ting, Shaolin ten-animal form of Kwan Tak Hing, Hong Kong: Leung's Publications, 1989.